# Abbazia di Tavistock
L'abbazia di Tavistock, nota anche come abbazia di Santa Maria e San Rumone è un'abbazia benedettina oggi in stato di abbandono posta a Tavistock, nel Devon. Nulla rimane oggi dell'abbazia ad eccezione del refettorio, di due cancelli d'entrata e di un porticato. La chiesa abbaziale, dedicata alla Madonna e a San Rumone, venne distrutta da razziatori danesi nel 997 e ricostruita sono Lyfing, il secondo abate della congregazione. La chiesa venne ulteriormente ricostruita nel 1285 e poi nuovamente nel 1457-1458.

## Storia

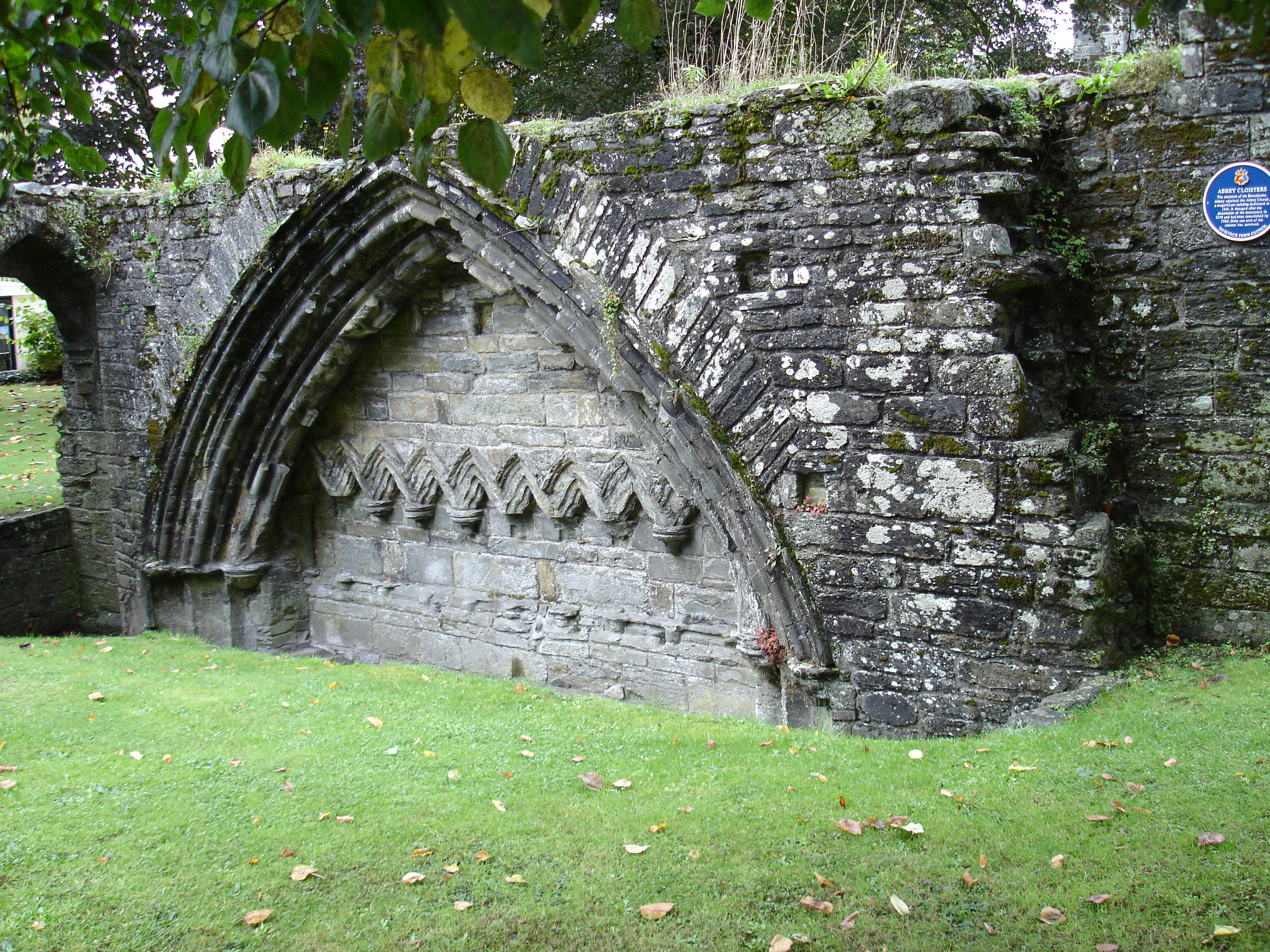
Resti degli archi del chiostro

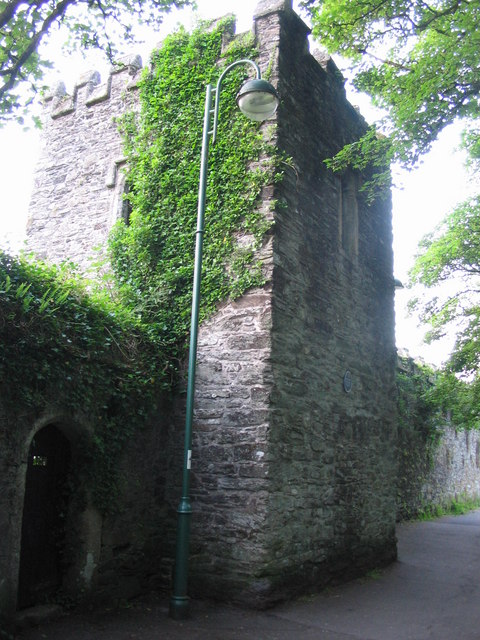
La distilleria dell'abbazia

### La fondazione
L'abbazia venne fondata nel 961 da Ordgar, conte di Devon, e completata da suo figlio Ordwulf nel 981, anno nel quale ricevette anche l'approvazione di re Etelredo II (c.968-1016) l'Impreparato, nipote di Ordwulf. Ottenne terre nel Devon, nel Dorset ed in Cornovaglia e divenne una delle abbazia più ricche dell'Inghilterra occidentale.

#### Il resoconto di Dugdale
William Dugdale compose un'opera dal titolo Monasticon Anglicanum (1718) nella quale egli da alcuni dati relativi alla fondazione dell'abbazia:
"Durante il regno di Edgar un conte chiamato Ordulfo ebbe una visione che gli comandò di costruire un oratorio in un certo luogo che gli venne indicato, grande abbastanza da contenere 1000 persone ed erigervi in loco l'abitazione per diversi monaci, posti sotto la guida di un abate. Le terre che lui ed i suoi amici diedero al monastero furono: Tavistock, Midleton, Hatherlege (Hatherleigh), Berliton, Leghe, Dunethem, Chuvelin, Lankinghorn, Home, Werelgete, Orlege (Orleigh), Auri (Annery), Rame, Savyock, Pannastan, Tomebiry, Colbrok, Lege, Wulsitheton e Clymesland. Queste vennero considerate inalienabili e libere da ogni imposizione, ad eccezione dei costi necessari per riparazioni a forti e ponti. Tutto ciò venne confermato nell'anno 981 da re Etelredo... La Bolla di Papa Celestino datata al 1193 confermò tutte le donazioni fatte a questi monaci..."

### La Bolla Papale del 1193
Una "Bolla di Esenzione e Confermazione" datata 1193 e concessa da papa Celestino III (r. 1191-1198) riporta tutti i possedimenti dell'abbazia come segue:
- Middelton (Milton Abbot, a Lifton, poi Tavistock)
- Hatherlega (Hatherleigh)
- Boryngton (Burrington, castello a North Tawton)
- Lega (Romansleigh)
- Abbedesham (Abbotsham)
- Weredeget (Worthygate, Parkham)
- Ordlegh (Orleigh)
- Auri (Annery)
- Tornebury (Thornbury, castello a Black Torrington)
- Rauburga/Roughburgh (Roborough, presso Tavistock)
- One house in the City of Exeter
- Wella (Coffinswell, castello a Haytor)
- Daggecumba (Daccombe, con Coffinswell)
- Plymstok (Plymstock)
- Raddon (Raddon, Thorverton)
- Hundetorre (Hound Tor, Manaton)
- Odatrew (Ottery, a Lamerton)

### I successivi abati

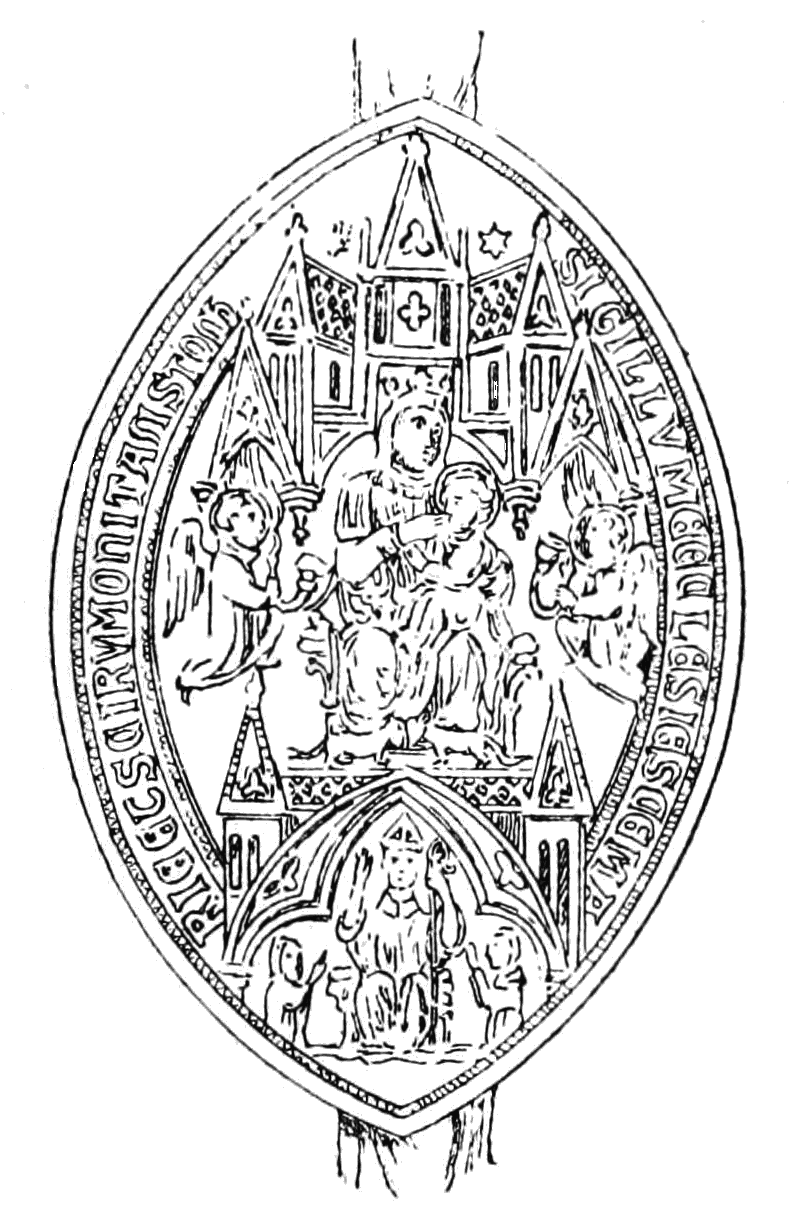
Sigillo dell'abbazia di Tavistock nel 1542, che mostra la Madonna con Gesù Bambino in grembo, con un abate mitrato seduto ai suoi piedi, il tutto circondato dalla legenda: SIGILLUM ECCLESI(A) E S(AN) C(TA) E MARI(A) E ET S(AN) C(T) I RUMONI TAVISTOCK ("sigillo della chiesa di Santa Maria e San Rumone di Tavistock")

L'abate Lyfing ed il suo successore l'abate Ealdredo, entrambi divennero vescovo di Worcester e quest'ultimo si dice che incoronò sovrano Guglielmo il Conquistatore. Il trentaseiesimo abate, John Dynynton, ottenne nel 1458 il privilegio di celebrare dei pontificali e di indossare la mitria oltre ad avere per primo un seggio in parlamento di diritto. Il trentanovesimo abate, Richard Banham (1492 - 1523) venne nominato lord del parlamento da re Enrico VIII nel 1513.

### Dissoluzione
Nel 1538 l'ultimo abate, John Peryn, assieme a venti monaci, consegnò l'abbazia al re, ricevendone una pensione di 100 sterline annue. L'abbazia era la seconda abbazia più ricca del Devon all'epoca della dissoluzione dei monasteri in Inghilterra (1536–1541), con una rendita stimata di 902 sterline annue, solo di poco inferiori a quelle dell'abbazia di Plympton. Entrambe erano più ricche dell'abbazia di Buckfast, che disponeva di una rendita annuale di 460 sterline dai propri possedimenti. Nel 1540 l'abbazia e le sue terre vennero garantite da re Enrico VIII a John Russel, I barone Russell di Chenies nel Buckinghamshire (creato nel 1550 I conte di Bedford). La famiglia Russell a lungo mantenne stretti contatti con Tavistock, e nel 1694 la famiglia ottenne anche i titoli di Marchese di Tavistock e Duca di Bedford. Durante tutto il XIX secolo la famiglia eresse i principali edifici pubblici e statue in paese a proprie spese. Prima del 1810 la famiglia aveva la propria residenza formale a Bedford. Nel 1810 John Russell, VI duca di Bedford fece costruire su disegno di Jeffry Wyattville una nuova residenza chiamata Endsleigh Cottage a Milton Abbot, presso Tavistock, sui resti di un maniero già parte del complesso dell'abbazia. Si tratta di un grande cottage orné utilizzato come residenza estiva che è stato venduto dalla famiglia nel XX secolo. Attualmente tramutato in hotel, è diretto da Alex Polizzi e da sua madre.

### San Rumone
San Rumone, noto anche coi nomi di Ruan, Ronan o Ruadan, fu probabilmente un fratello di San Tudwal di Tréguier, ma nulla di più si sa sulla sua vita a parte il fatto che fu un missionario irlandese e che molte chiese del Devon e della Cornovaglia gli sono dedicate. Alcune autorità nel campo lo hanno identificato con San Ronan (1º giugno), venerato in Bretagna, ma altri invece credono che sia stato compagni di San Kea fondatore del monastero di Street, nel Somerset. La traslazione del corpo di San Rumone è celebrata il 5 gennaio.

### Cornovaglia
L'abbazia ebbe considerevoli possedimenti terrieri in Cornovaglia e tre chiese dedicate a San Rumone: Ruan Lanihorne, Ruan maggiore e Ruan minore. Nel libro di Domesday, si dice che l'abbazia possedesse anche i manieri di Sheviock, Antony, Rame, Tregrenna, Penharget e Tolcarne, mentre altri pervennero in seguito da Robert di Mortain. Sol Sheviock era però nelle mani dirette nell'abbazia mentre gli altri erano amministrati da uomini di fiducia e feudatari locali. Sheviock aveva una rendita di 60 sterline l'anno.
Nei tempi antichi, le Isole Scilly divennero possedimento di una confederazione di eremiti. Re Enrico I concesse questi terreni agli eremiti che però assoggettò all'abbazia con l'obbligo di fondarvi quello che divenne poi noto col nome di Priorato di Tresco che venne abolito poi con la Riforma.

## Abati di Tavistock
Il nome del primo abate di Tavistock è sconosciuta, ma l'abbazia venne fondata tra il 975 ed il 980.
| Nome                      | Date                             | Note |
| ------------------------- | -------------------------------- | --- |
| sconosciuto               | c.975                            | Primo abate |
| Ælfmær                    | 994–c.1009                       | Divenuto vescovo di Selsey                                                                                            |
| Lyfing di Winchester      | c.1009–1027                      | Divenuto vescovo di Worcester                                                                                         |
| Aldred                    | c. 1027–c. 1043                  | Divenuto vescovo di Worcester e poi arcivescovo di York                                                               |
| Sihtric                   | c. 1043–1082                     | Divenuto pirata |
| Geoffrey                  | c. 1082–c. 1088                  | |
| Wimund                    | prima del 1096–1102              | Deposto dal Sinodo di Westminster nel 1102                                                                            |
| Osbert                    | ?–prima del 1131                 | |
| Robert di Plympton        | c. 1131–1145                     | |
| ?Roger                    | c. 1146                          | |
| Robert Postel             | c. 1146–1154                     | |
| Walter di Winchester      | c. 1154–c. 1168                  | |
| Godfrey                   | c. 1168–c. 1173                  | |
| Baldwin                   | 1174–1184                        | |
| Herbert                   | 1186–1200                        | |
| Andrew                    | 1200–1202                        | |
| Jordan                    | c. 1203–1219/1220                | |
| William di Kernit         | 1220                             | [ 14 ] |
| John di Rofa              | 1224                             | [ 14 ] |
| Alan di Cornovaglia       | 1233                             | Precedentemente priore di Tresco                                                                                      |
| Robert di Kitecnol        | 1248                             | [ 14 ] |
| Thomas                    | 1248                             | [ 14 ] |
| Henry di Northampton      | 1257                             | [ 14 ] |
| Philip Trencheful         | 1259                             | [ 14 ] |
| (vacante)                 | 1259                             | Nomina ritardata da Walter Branscombe, vescovo di Exeter.                                                             |
| Alured                    | 1260                             | [ 14 ] |
| John Chubbe               | 1262–1269                        | Deposto dal vescovo Branscombe                                                                                        |
| Robert Colbern            | 1270                             | [ 14 ] |
| Robert Campbell/Champeaux | 1285–1325 (morto in carica)      | "Degli abati del periodo monastico, probabilmente, il più grande e il più saggio"                                     |
| (vacante)                 | 1325–1328                        | Disputa tra due candidati, Robert Busse e John Courtenay (figlio primogenito di Hugh de Courtenay, IX conte di Devon) |
| Robert(?) Bonus           | 1328—1333 (scomunicato)          | Il vescovo Grandisson disse di lui "Il nome dell'abate era Buono, ma egli fu un farabutto, quasi un eretico!"         |
| John Courtenay            | 1334                             | Suspeso dal vescovo Grandisson per mala amministrazione                                                               |
| Richard Esse              | 1349                             | [ 14 ] |
| Stephen Langdon           | 1362                             | [ 14 ] |
| Thomas Cullyng            | 1380 o 1381                      | Ultimo dei cinque abati ad essere condannati per le loro malefatte e la loro mancanza ai doveri spirituali.           |
| John Mey                  | 20 luglio 1402                   | [ 22 ] |
| Thomas Mede               | marzo 1422 – aprile 1442         | [ 23 ] |
| Thomas Crispyn            | 11 giugno 1442 – 5 aprile 1447   | [ 24 ] |
| William Pewe              | 2 maggio 1447 – 26 dicembre 1450 | [ 24 ] |
| John Dynyngton            | febbraio 1451 – dicembre 1490    | [ 25 ] |
| Richard Yeme              | febbraio 1491 – c. marzo 1492    | [ 26 ] |
| Richard Banham            | 1492–1523                        | [ 27 ] |
| John Peryn                | 1523–1539                        | Ultimo abate |

## Sepolture famose
- Lyfing di Winchester
- Ordgar, conte di Devon